# Liste der Kirchengebäude im Dekanat Gera
Die Liste der Kirchengebäude im Dekanat Gera enthält römisch-katholische Kirchen des Dekanats in der Stadt Gera, im Landkreis Altenburger Land, im Landkreis Greiz, im Saale-Holzland-Kreis und im Saale-Orla-Kreis im Bistum Dresden-Meißen.

## Geschichte
Der letzte Bischof des Altbistums Meißen, Johann IX. von Haugwitz, ernannte 1559 Johann Leisentrit zum Diözesanadministrator für die verbliebenen katholischen Gebiete in der Lausitz. Damit war das alte Bistum Meißen in Sachsen (Mark Meißen) untergegangen. Die Reste des ehemaligen Diözesangebiets wurden zur Apostolischen Präfektur der Lausitzen mit Sitz in Bautzen ernannt.
Im Jahr 1921 wurde das neue Bistum Meißen mit Sitz in Bautzen gegründet, 1979/80 erfolgte die Umbenennung in Bistum Dresden-Meißen und die Verlegung des Bischofssitzes nach Dresden. Das Bistum erstreckt sich über den heutigen Freistaat Sachsen (jedoch ohne die Gebiete der ehemaligen preußischen Provinz Sachsen um Torgau und Delitzsch im Landkreis Nordsachsen und ohne den Landkreis Görlitz). Dazu gehören aber Gebiete im Freistaat Thüringen um Altenburg, Gera und Greiz, die im Dekanat Gera zusammengefasst sind.

## Liste der Kirchengebäude
Die Liste enthält die römisch-katholischen Pfarrkirchen im Dekanat Gera und die jeweils zugeordneten Filialkirchen. Die Zahl der Katholiken im Dekanat beträgt 9509 (Stand 2016).

Erläuterungen zum Status: P = Pfarrkirche, F = Filialkirche
| Bild | Kirche                                                                                          | Ort/Lage              | Status | Anmerkungen |
| ---- | ----------------------------------------------------------------------------------------------- | --------------------- | ------ | --- |
|      | Erscheinung des Herrn Altenburg                                                                 | Altenburg (Lage)      | P      | durch Umbau 1950 und 1981 entstanden, künstlerische Gestaltung des Altarraums von Friedrich Press, Medardus Höbelt und Lothar Janus Neugründung der Pfarrei Erscheinung des Herrn Altenburg am 12. Januar 2020 (aus den bisherigen Pfarreien Erscheinung des Herrn Altenburg-Schmölln, Mutter Gottes vom Berge Karmel Rositz) |
|      | Mariä Unbefleckte Empfängnis Schmölln (Filialkirche von Erscheinung des Herrn Altenburg)        | Schmölln (Lage)       | F      | geweiht 1912 |
|      | St. Paulus Schleiz                                                                              | Schleiz (Lage)        | P      | geweiht 14. Oktober 1990 Neugründung der Pfarrei St. Paulus Schleiz am 25. August 2019 (aus den bisherigen Pfarreien Christus König Bad Lobenstein, Herz Jesu Greiz, Hl. Familie Zeulenroda) |
|      | Christus König Bad Lobenstein (Filialkirche von St. Paulus Schleiz)                             | Bad Lobenstein (Lage) | F      | geweiht 1990, Altarraumgestaltung von Friedrich Press |
|      | Herz Jesu Greiz (Filialkirche von St. Paulus Schleiz)                                           | Greiz (Lage)          | P      | Herz-Jesu-Gemeinde seit 1897, Kirche geweiht 8. Mai 1938 |
|      | Hl. Familie Zeulenroda (Filialkirche von St. Paulus Schleiz)                                    | Zeulenroda (Lage)     | F      | geweiht 26. Februar 1989 |
|      | St. Elisabeth Gera                                                                              | Gera (Lage)           | P      | geweiht 15. November 2003 Neugründung der Pfarrei St. Elisabeth Gera am 9. Dezember 2018 (aus den bisherigen Pfarreien Mariä Verkündigung Eisenberg, St. Elisabeth Gera, Hl. Maximilian Kolbe Gera-Süd, St. Josef Hermsdorf, Hl. Geist Stadtroda-Kahla)                                                                       |
|      | St. Jakobus Gera-Langenberg (Filialkirche von St. Elisabeth Gera)                               | Gera (Lage)           | F      | geweiht 22. Oktober 1989, profaniert 21. November 2021 |
|      | Maria Geburt Ronneburg (Filialkirche von St. Elisabeth Gera)                                    | Ronneburg (Lage)      | F      | geweiht 11. November 2001 |
|      | Hl. Maximilian Kolbe Gera-Lusan (Filialkirche von St. Elisabeth Gera)                           | Gera (Lage)           | F      | erbaut 1982–1984, geweiht 17. März 1985, dazu Kapelle im APH „Edith Stein“ 1993 |
|      | Mariä Verkündigung Eisenberg (Filialkirche von St. Elisabeth Gera)                              | Eisenberg (Lage)      | F      | urspr. Friedhofskirche (1667), 1950 Umbau zur röm.-kath. Pfarrkirche |
|      | St. Josef Hermsdorf (Filialkirche von St. Elisabeth Gera)                                       | Hermsdorf (Lage)      | F      | geweiht 1978, nach Umbau erneute Weihe am 30. Oktober 2011 (letzte Kirchweihe durch Bischof Joachim Reinelt!) |
|      | St.-Jakobs-Kirche Stadtroda (Filialkirche von St. Elisabeth Gera)                               | Stadtroda (Lage)      | F      | Pfarrei Heilig Geist seit 1954, Pfarrkirche ist die St.-Jakobs-Kirche (1730) |
|      | St. Nikolaus Kahla (Filialkirche von St. Elisabeth Gera)                                        | Kahla (Lage)          | F      | |
|      | Kirche Mutter Gottes vom Berge Karmel Rositz (Filialkirche von Erscheinung des Herrn Altenburg) | Rositz (Lage)         | F      | geweiht 20. Februar 1902 |
|      | St. Joseph der Arbeiter Lucka (Filialkirche von Erscheinung des Herrn Altenburg)                | Lucka                 | F      | geweiht im August 1967, Künstler Friedrich Press |
|      | St. Elisabeth Meuselwitz (Filialkirche von Erscheinung des Herrn Altenburg)                     | Meuselwitz (Lage)     | F      | erbaut und benediziert 1908, geweiht 1912 |